# Aceso

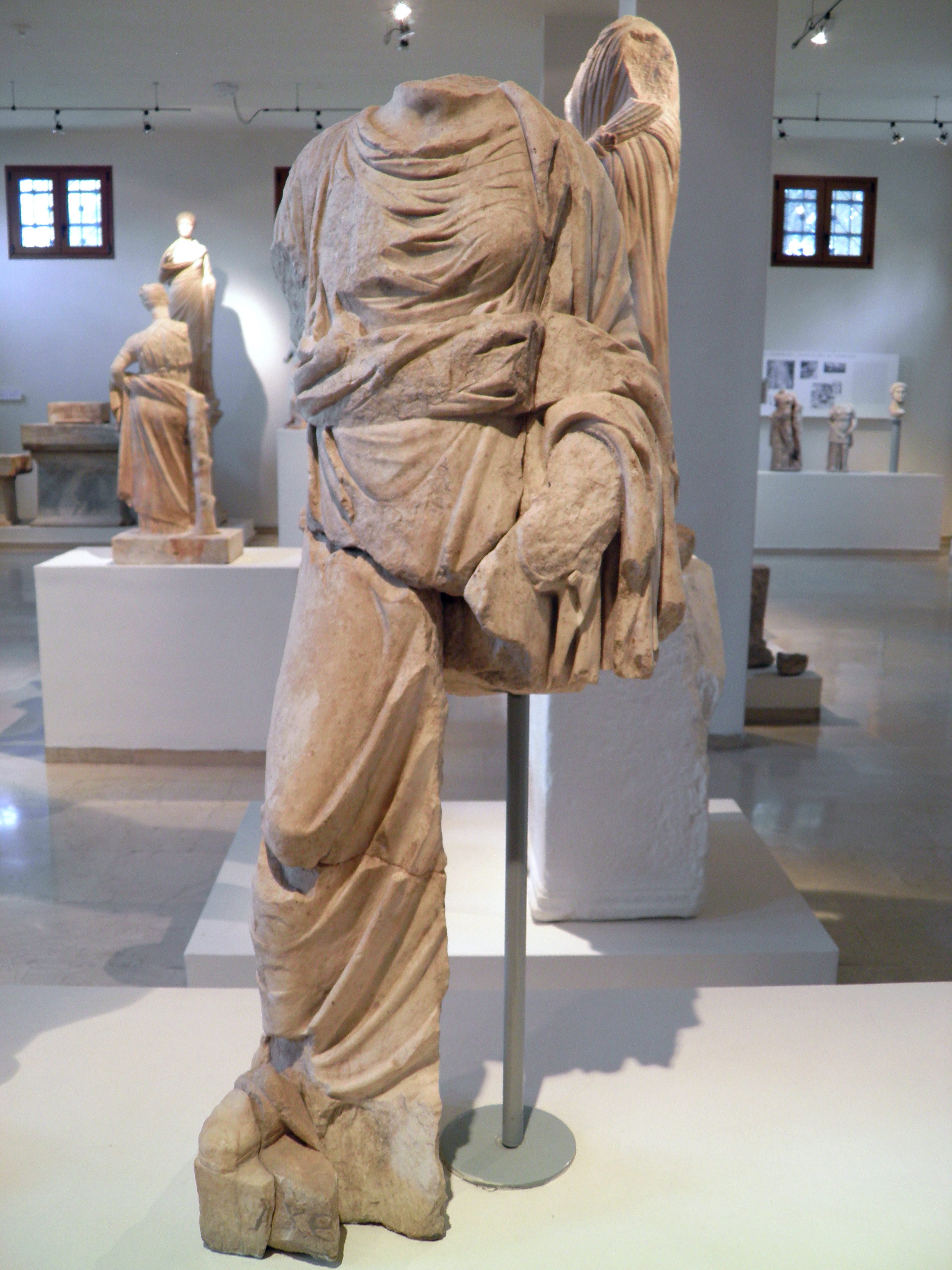
La hija de Asklepios, Akeso, s. II d. C., Museo Arqueológico de Dion.

Aceso (en griego antiguo: Ἀκεσώ, Akesṍ, «la sanadora»)  era una diosa menor de la mitología griega que pertenece al cortejo de Asclepio. Aceso era la diosa de la curación pues etimológicamente su nombre proviene de ἀ̱κέσω (eólico) o ἀκέομαι (jónico homérico), ‘curar (una enfermedad o dolencia)’, y era venerada al menos en Epidauro y Atenas, como sugieren las estatuas encontradas en estos lugares.
Aceso no posee mitología propia, siendo una diosa cultual. La única referencia escrita aparece en la Suda, en donde se nos dice que de Asclepio y Epíone nacieron cinco hijas: Higía, Egle, Yaso, Aceso y Panacea. Representan la curación, la salud y los remedios en el proceso de la curación médica.
A diferencia de sus hermanas Aceso no aparece en ninguna inscripción como motivo religioso. También podemos encontrar un homónimo masculino, Acesis, que es un nombre local por el que se conoce a Telésforo, otro dios menor sanador, en Epidauro. Todo esto pudiera sugerir que el concepto divinizado de la curación era una figura variable local.